# Francisco de Quevedo
Francisco Gómez de Quevedo y Santibáñez Villegas (Madrid, 14 de setembro de 1580 — Villanueva de los Infantes, 8 de setembro de 1645) foi um poeta e escritor espanhol do século de ouro.
Quevedo foi um dos mais importantes poetas do século XVII, tendo influenciado diversos outros poetas no ocidente, como Gregório de Matos. Na História da Literatura Ocidental, Otto Maria Carpeaux o definiu como o poeta lírico "mais completo da literatura espanhola".

## Biografia

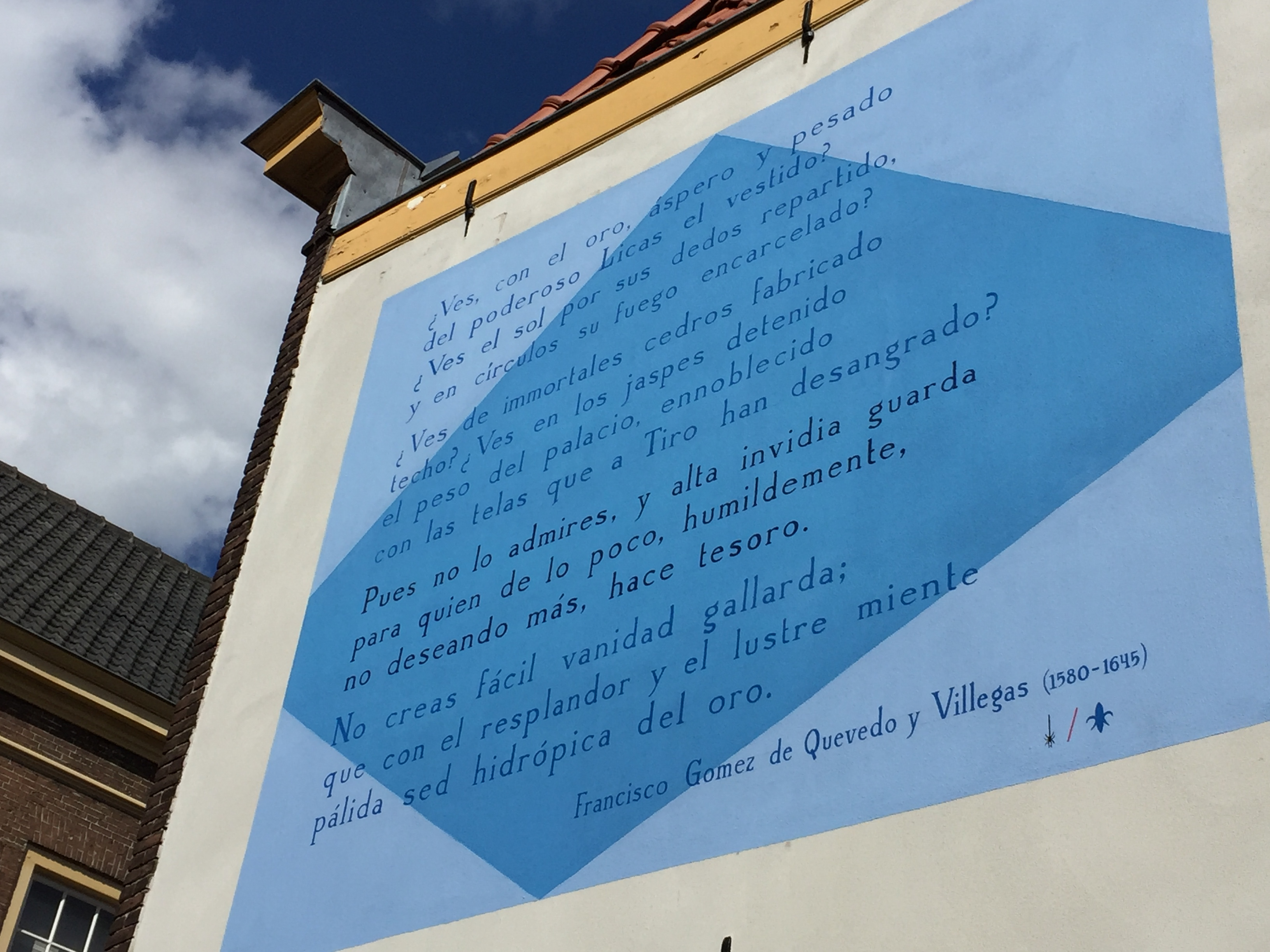
Poema ¿Ves, con el oro? (Leida).

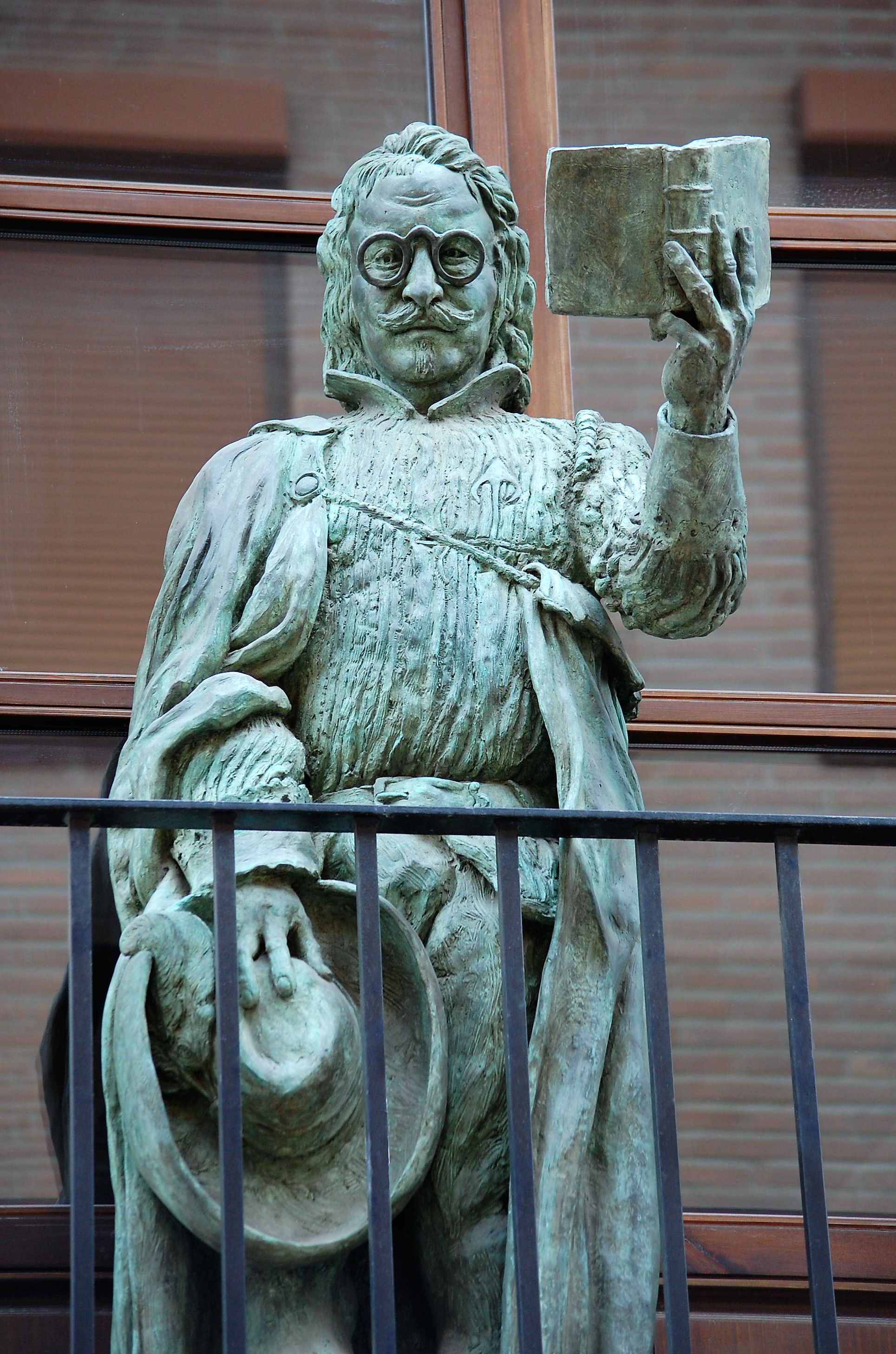
Francisco de Quevedo (Alcalá de Henares).

De uma família fidalga, a infância de Quevedo passou-se na Corte, onde os pais desempenhavam altos cargos. O pai, Francisco Gómez de Quevedo, era secretário da princesa Maria, esposa de Maximiliano da Alemanha, e sua mãe, María de Santibáñez, era camareira da rainha. Rapaz ainda, sobredotado intelectualmente, mas de pés disformes, coxo de uma perna, gordo e curto de vista, tornou-se órfão aos seis anos de idade, refugiando-se nos livros que consultava no Colégio Imperial dos Jesuítas de Madrid. Em 1596 frequentou a Universidade de Alcalá de Henares. Aproveitou para aprofundar os seus conhecimentos em vários ramos, como em filosofia, línguas clássicas, árabe, hebreu, francês e italiano. Em Valladolid, onde acompanhou a corte quando esta para aí foi mudada por ordem do Duque de Lerma, estudou também teologia - mais tarde produziria também algumas obras teológicas, como o tratado contra o ateísmo Providencia de Dios. Já nessa altura destacava-se como poeta, figurando na antologia de Pedro Espinosa Flores de poetas ilustres (1605), ainda que o conjunto da sua obra tenha sido editado postumamente, e sendo classificada dentro do Conceptismo Barroco. Também já tinha escrito, então, como divertimento cortesão, a primeira versão de um romance picaresco intitulado Vida del Buscón, que se tornou célebre entre os estudantes da altura. Já estabelecia entretanto, alguns contactos epistolares com humanistas como Justo Lipsio, onde deplorava as guerras que minavam a Europa, como se pode verificar no epistolário reunido por Luis Astrana Marín.
Tendo a Corte voltado a Madrid, Quevedo regressa em 1606 e reside aí até 1611, onde trabalhará no ofício das letras, ganhando a amizade de Félix Lope de Vega (que o elogia por diversas vezes nos seus livros de Rimas; assim como Quevedo faz críticas igualmente elogiosas às suas Rimas humanas y divinas de Tomé Burguillos, seu heterónimo) e de Miguel de Cervantes (que o louva em Viaje del Parnaso; correspondendo-lhe Quevedo com os elogiosos comentários de Perinola), que o acompanhava na Confraria dos escravos do Santíssimo Sacramento; por outro lado, atacou sem piedade os dramaturgos Juan Ruiz de Alarcón, que ridicularizava fazendo menção aos seus defeitos físicos (ruivo e corcunda), em cruéis comentários que o levam até à disformidade, e de Juan Pérez de Montalbán, filho de um livreiro com quem Quevedo tinha tido algumas disputas, e contra quem escreveu La Perinola, sátira cruel ao seu livro de miscelâneas Para todos. Mas o mais atacado foi, sem dúvida, Luis de Góngora, a quem dirigiu uma série de sátiras. Em sua defesa pode-se dizer que também Góngora o atacou de forma quase igualmente virulenta. 
Em 1608, Quevedo duela com o autor e mestre d'armas Luis Pacheco de Narváez, em resultado da crítica de Quevedo a uma das obras de Pacheco. Quevedo tem sucesso contra o mestre de esgrima, vindo a parodiar o duelo na sua obra Buscón, em que um esgrimista a depender de cálculos matemáticos vê-se obrigado a retroceder perante um soldado experiente, fazendo pouco do intelectual estilo de esgrima Verdadeira Destreza advogado por Pacheco.
Entretanto, estreita uma grande amizade com Pedro Téllez Girón, Duque de Osuna, que acompanhará na função de secretário a Itália em 1613, visitando Niza e Veneza. Voltará ainda a Madrid, ao serviço deste senhor para subornar ("untar as mãos", como ele mesmo escreverá) todos aqueles que têm influência junto do Duque de Lerma,de forma a conseguir a nomeação de Osuna para vice-rei de Nápoles - objectivo que alcançará em 1616. Voltou depois a Itália onde o Duque o encarregou de dirigir e organizar a fazenda do vice-rei, além de desempenhar outras missões - algumas delas relacionadas com espionagem na República de Veneza, conseguindo, por estes serviços, obter o hábito de Santiago em 1618.
Com a queda política do Duque de Osuna, Quevedo é igualmente arrastado para longe da corte, como um dos seus homens de confiança. Foi, então, desterrado em 1620 para a Torre de Juan Abad (Ciudad Real), cujos domínios tinham sido comprados para ele, por sua mãe, antes de morrer. Os seus vizinhos não reconheceram, contudo, a transacção, de forma que Quevedo manter-se-á em pleitos judiciais contra o conselho da localidade - a sentença a favor do escritor só será pronunciada depois da sua morte, na pessoa do sue sobrinho e herdeiro. Chegou às suas disputadas terras sobre a sua égua, "Scoto", assim chamada fazendo referência a Escoto, conhecido pela por uma subtileza que também caracterizaria o animal, como conta num dos seus romances. Afastado das tormentosas intrigas da corte, a sós com a sua própria consciência, escreverá algumas das suas mais celebradas poesias, como o soneto "Retirado a la paz de estos desiertos..." ou "Son las torres de Joray..." indo buscar consolo espiritual das suas ambições cortesãs à doutrina estoica de Séneca, cuja obra estudará e comentará, convertendo-se num dos principais expoentes do Neoestoicismo espanhol.
A entronização de Filipe IV levaria à suspensão do seu desterro e ao renascer das suas ambições políticas, agora sob a influência do Conde Duque de Olivares. Quevedo acompanhará o jovem rei em viagens à Andaluzia e a Aragão, e descreverá algumas das suas divertidas incidências em algumas das suas cartas. Entretanto, denuncia as suas próprias obras à Inquisição, já que vários livreiros tinham impresso e posto a circular muitas das suas peças satíricas, ganhando dinheiro às suas custas. A intenção de Quevedo era, não só assustá-los, mas também abrir caminho a uma edição completa das suas obras que não se chegou a concretizar. Levava, então, uma vida desordenada de solteirão: fuma muito, bebe (Góngora chama-o de bêbedo consumado) e frequenta os prostíbulos, ainda que viva amancebado com uma tal de Ledesma. Contudo, será secretário do monarca em 1632, que levava vida tão estouvada quanto a sua. A pressões cortesãs sobre o seu amigo, o Duque de Medinaceli, obrigam-no a casar contra a sua vontade com Dona Esperanza de Aragón, senhora de Cetina, viúva e com filhos. O matrimónio durará apenas três meses, terminando com um divórcio muito comentado em 1636. São anos de actividade criativa febril. Em 1634 publica La cuna y la sepultura e a tradução de La introducción a la vida devota de Francisco de Sales; de 1633 a 1635 escreve obras como De los remedios de cualquier fortuna, o Epicteto, Virtud militante, Las cuatro fantasmas, a segunda parte de Política de Dios, a Visita y anatomía de la cabeza del cardenal Richelieu ou a Carta a Luis XIII. Em 1635 aparece em Valência o mais importante dos libelos deestinados a difamá-lo: El tribunal de la justa venganza, erigido contra los escritos de Francisco de Quevedo, maestro de errores, doctor en desvergüenzas, licenciado en bufonerías, bachiller en suciedades, catedrático de vicios y protodiablo entre los hombres ("Tribunal da justa vingança, erigido contra os escritos de Francisco de Quevedo, mestre de erros, doutor em desvergonhas, licenciado em chocarrices, bacharel em sujidades, catedrático em vícios e protodiabo entre os homens."
Em 1639, depois de um memorial que apareceu debaixo do guardanapo do rei, Sacra, católica, cesárea, real Majestad..., onde era denunciada a política do Conde Duque, foi detido, confiscaram-lhe os livros e é levado para o convento de São Marcos de Leão. Depois de libertado desta prisão vergonhosa, retira-se para a Torre de Juan Abad. Será na sua vizinhança, no convento dos padres Dominicanos de Villanueva de los Infantes, que morrerá, a 8 de setembro de 1645.

## Obra
As suas obras foram editadas por José González de Salas, que não se preocupa em retocar os textos, em 1648: El Parnaso español, monte en dos cumbres dividido, con las nueve Musas; também é feita a edição do seu sobrinho e herdeiro: Pedro Alderete, em 1670: Las tres Musas últimas castellanas.

A sua obra é marcada pela desilusão patriótica e pelo neoestoicismo,
De minha pátria os muros eu mirava,
feitos outrora, e então desmoronados;
da carreira do tempo já cansados,
da qual sua bravura caducava.
 
Saí ao campo, e vi que o sol tragava
os arroios do gelo desatados;
e pelos montes a queixar-se os gados,
pois com sombras ao dia a luz furtava.
 
Entrei em casa, vi que, amarfanhada,
era os despojos de um antigo lar,
meu báculo mais curvo e menos forte;
 
vencida pela idade a minha espada,
e não encontrou coisa o meu olhar

que lembrança não fosse já da morte
criando, também, algumas sátiras violentas sobre o seu país
Ai mãe, ao ouro me atrelo:
Meu amante e meu amado;
Pois, de puro enamorado,
Anda sempre de amarelo;
Que, pois, ou gordo ou magrelo,
Faz  tudo aquilo que quero,
Poderoso cavaleiro
É  Don Dinheiro.
A sua poética satírica foi uma das principais inspirações para Gregório de Matos
Quem dinheiro tiver, pode ser papa.

## Obras políticas

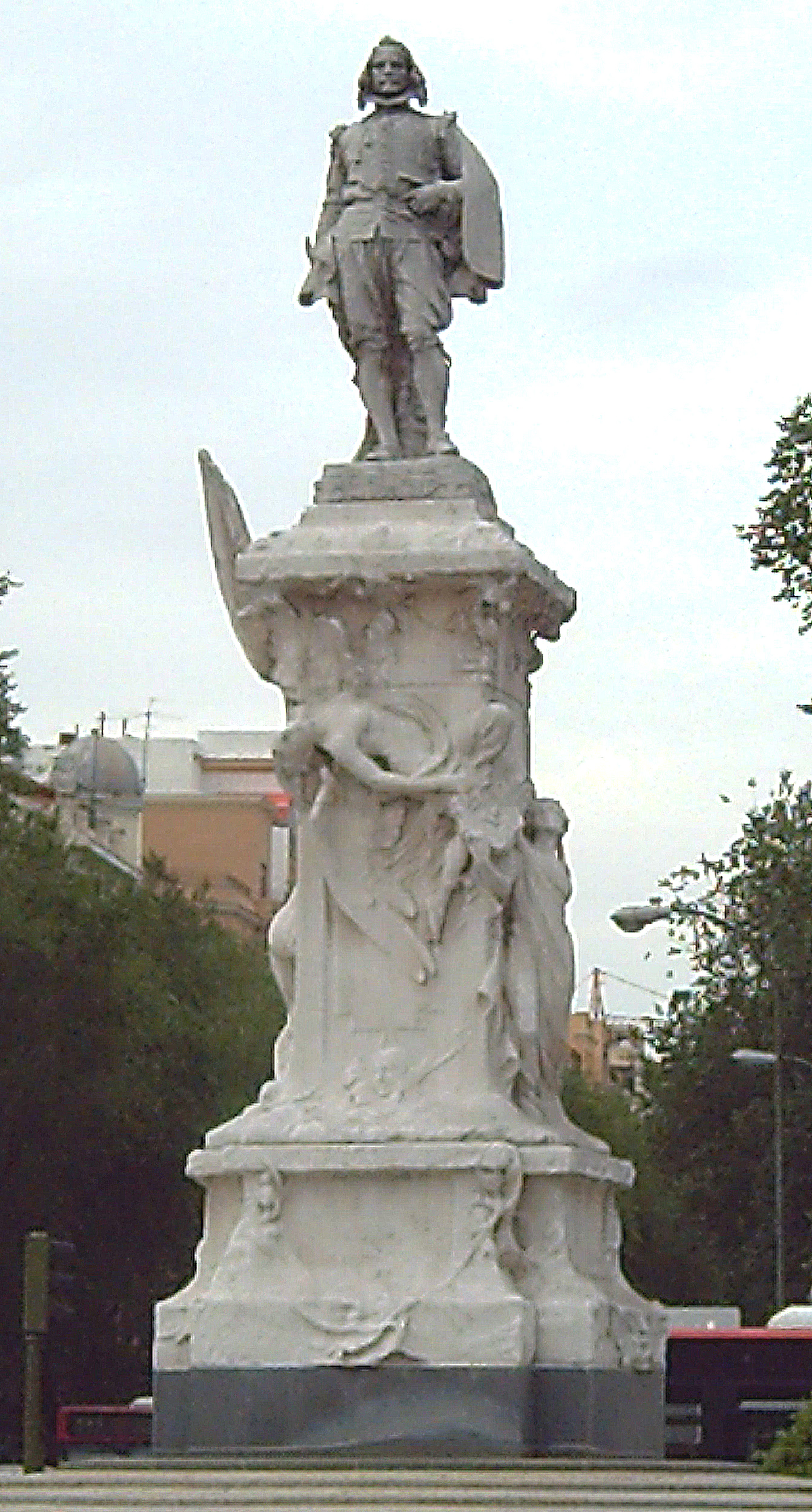
Monumento a Quevedo em Madrid (Agustí Querol Subirats, 1902).

- Política de Dios, gobierno de Cristo y tiranía de Satanás, escrita em 1617 e impressa em 1635, onde tenta inferir uma doutrina política a partir dos Evangelhos.[1]
- Vida de Marco Bruto, 1644, onde desenvolve a biografia do famoso assassinato de César, escrita por Plutarco, com um rigor quase matemático e onde o estilo conceptista atinge um nível praticamente inimitável.
- Mundo caduco y desvaríos de la edad (escrita em 1621, editada em 1852)
- Grandes anales de quince días (1621, ed. 1788), análise da transição dos reinados de Filipe III e Filipe IV.
- Lince de Italia y zahorí español (1628, ed. em 1852).
- El chitón de Tarabillas (1630),onde critica as disposições económicas do Conde-Duque de Olivares, insinuando a sua ascendência judaica.
- Execración contra los judíos (1633), texto de cariz antissemita onde faz acusações, de forma velada, contra Dom Gaspar de Guzmán, Conde-Duque de Olivares, valido de Filipe IV.
- La Isla de los Monopantos (1644), texto antissemita que teve possível influência indireta nos Protocolos dos Sábios de Sião;

## Obras ascéticas
- Providencia de Dios, 1641, tratado contra os ateus, onde tenta unificar o estoicismo com o cristianismo.
- Vida de san Pablo, 1644.
- Vida de Santo Tomás de Villanueva, 1620.

## Obras filosóficas
- La cuna y la sepultura (1635).
- Las cuatro pestes del mundo y las cuatro fantasmas de la vida (1651).

## Crítica literária
- La aguja de navegar cultos con  con la receta para hacer Soledades en un día (1631), investida satírica contra os poetas que utilizam o estilo gongórico ou culterano.
- La culta latiniparla (1624), manual burlesco onde se ridiculariza o estilo gongórico.
- Cuento de cuentos (1626), onde demonstra o absurdo de alguns coloquialismos que carecem totalmente de significado.

## Obras satírico-morais
- Os Sonhos, compostos entre 1606 e 1623, circularam manuscritos mas só foram impressos em 1627.
- As graças e desgraças do olho do sítio de onde saem dejetos (1628).
- La hora de todos y la Fortuna con seso (1636),
- O romance Historia de la vida del Buscón, llamado Don Pablos, ejemplo de vagamundos y espejo de tacaños, impresso em Zaragoza em 1626.

## Poesias
- El Parnaso Español (1648)